# Занде (язык)
За́нде (также аза́нде, баджанде, пазанде, санде, занди) — язык народа занде, предположительно один из убангийских языков нигеро-конголезской макросемьи. Распространён на северо-востоке Демократической Республики Конго, юго-востоке Центральноафриканской Республики и западе Южного Судана. Число носителей составляет более 1 млн 142 тыс. человек, из них около 730 тыс. человек в ДРК, 350 тыс. человек — в Южном Судане и 62 тыс. человек — в ЦАР.

## Классификация
Ранее исследователи неоднократно включали язык занде в группу убангийских языков, однако сегодня эти классификации не выдерживают критики. Также пока не ясно, является ли этот язык членом нигеро-конголезской макросемьи.

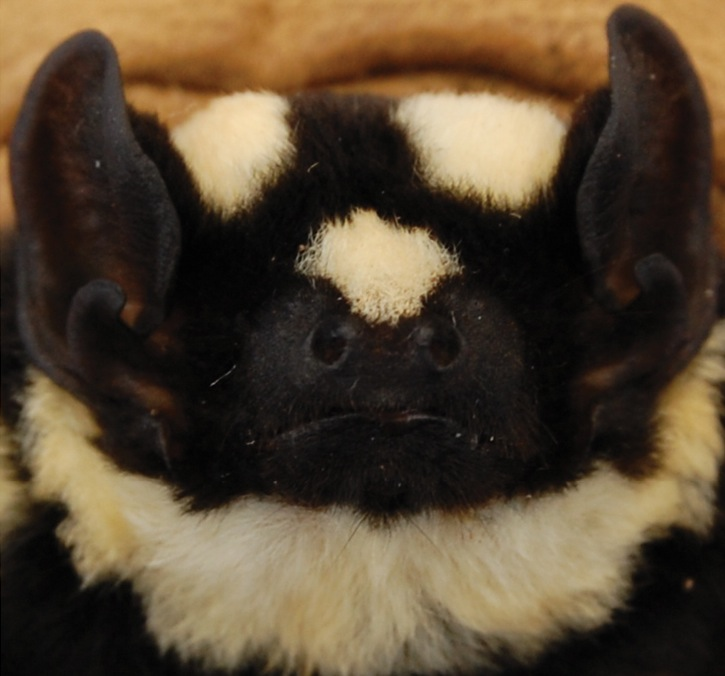
Летучая мышь Niumbaha superba, названа словом Занде niumbaha

## Письменность
| Алфавит занде (ЦАР) | Алфавит занде (ЦАР) | Алфавит занде (ЦАР) | Алфавит занде (ЦАР) | Алфавит занде (ЦАР) | Алфавит занде (ЦАР) | Алфавит занде (ЦАР) | Алфавит занде (ЦАР) | Алфавит занде (ЦАР) | Алфавит занде (ЦАР) | Алфавит занде (ЦАР) | Алфавит занде (ЦАР) | Алфавит занде (ЦАР) | Алфавит занде (ЦАР) | Алфавит занде (ЦАР) | Алфавит занде (ЦАР) | Алфавит занде (ЦАР) | Алфавит занде (ЦАР) | Алфавит занде (ЦАР) | Алфавит занде (ЦАР) | Алфавит занде (ЦАР) | Алфавит занде (ЦАР) | Алфавит занде (ЦАР) | Алфавит занде (ЦАР) | Алфавит занде (ЦАР) | Алфавит занде (ЦАР) | Алфавит занде (ЦАР) | Алфавит занде (ЦАР) | Алфавит занде (ЦАР) |
| ------------------- | ------------------- | ------------------- | ------------------- | ------------------- | ------------------- | ------------------- | ------------------- | ------------------- | ------------------- | ------------------- | ------------------- | ------------------- | ------------------- | ------------------- | ------------------- | ------------------- | ------------------- | ------------------- | ------------------- | ------------------- | ------------------- | ------------------- | ------------------- | ------------------- | ------------------- | ------------------- | ------------------- | ------------------- |
| A                   | B                   | D                   | E                   | F                   | G                   | Gb                  | I                   | K                   | Kp                  | M                   | Mb                  | Mv                  | N                   | Nd                  | Ng                  | Ngb                 | Ny                  | Nz                  | O                   | P                   | R                   | S                   | T                   | U                   | V                   | W                   | Y                   | Z                   |
| a                   | b                   | d                   | e                   | f                   | g                   | gb                  | i                   | k                   | kp                  | m                   | mb                  | mv                  | n                   | nd                  | ng                  | ngb                 | ny                  | nz                  | o                   | p                   | r                   | s                   | t                   | u                   | v                   | w                   | y                   | z                   |